# 스와트구

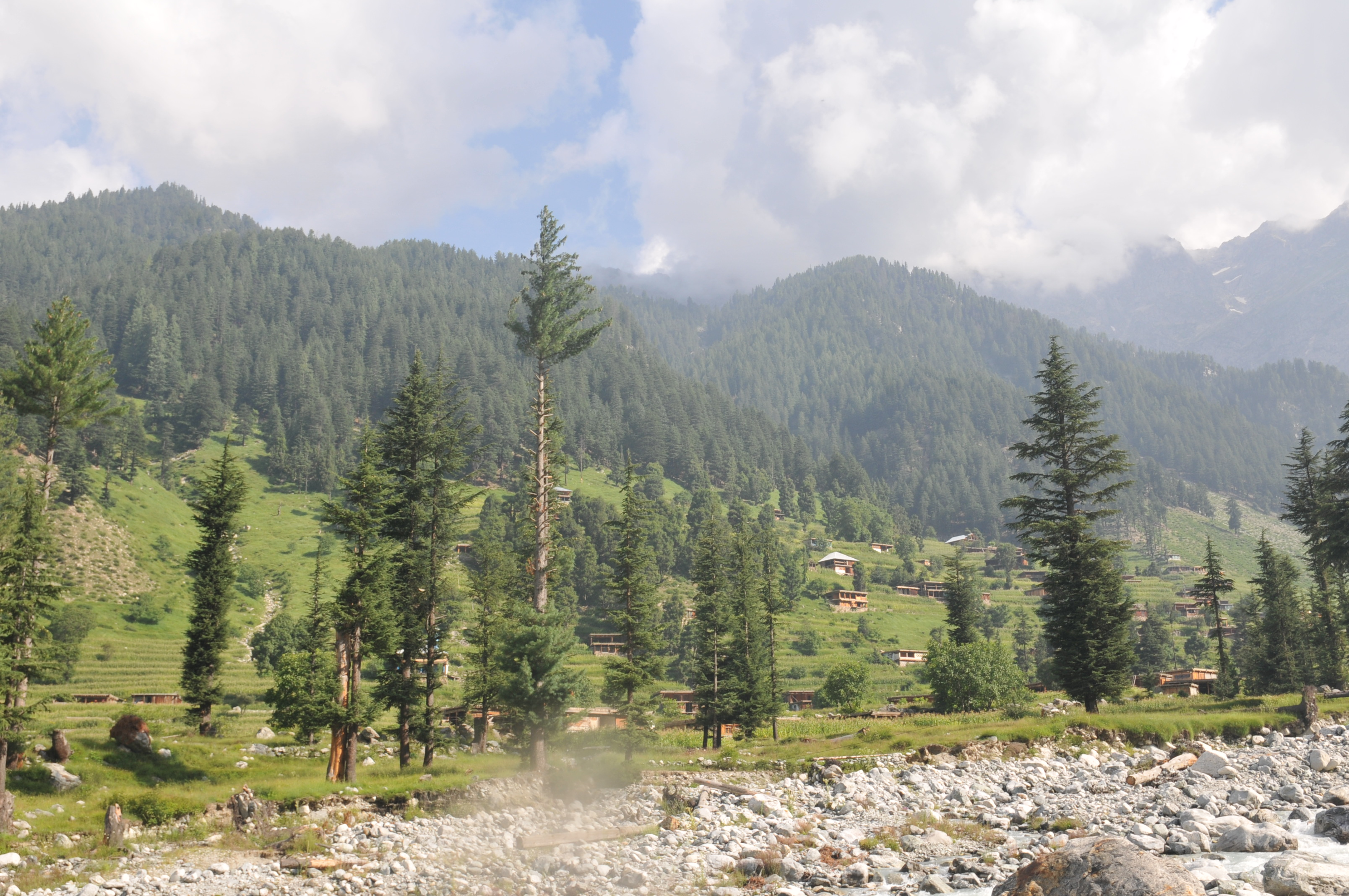

스와트구(우르두어: سوات, Swat)는 파키스탄 길기트발티스탄 지역에 속해있는 지역이다. 이 곳에는 높은 산과 푸른 평원, 깨끗한 호수를 가지고 있어, 엄청나게 아름다운 자연 풍광을 보여준다. 그래서 많은 여행자들에게 이곳은 매우 인기가 높은 곳이다. 노벨평화상 수상자인 말랄라 유사프자이의 출생지이기도 하다.

## 인구
| 연도     | 인구      | ±% p.a. |
| -------- | --------- | ------- |
| 1951     | 283,720   | —       |
| 1961     | 344,859   | +1.97%  |
| 1972     | 520,614   | +3.82%  |
| 1981     | 715,938   | +3.60%  |
| 1998     | 1,257,602 | +3.37%  |
| 2017     | 2,308,624 | +3.25%  |
| Sources: |           |         |

## 같이 보기
- 치트랄
- 반누

1. ↑  “Population by administrative units 1951-1998” (PDF). Pakistan Bureau of Statistics.